# 縣左吉
縣 左吉（あがた さきち、明治4年2月 (旧暦)（1871年） - 没年不詳）は、日本の実業家。

## 経歴・人物
福岡県士族縣連の三男として生まれる。1892年福岡県立尋常中学修猷館を卒業。一時三井鉱山に勤務するが、退職し上京して東京物理学校、法律学校に学ぶ。
1895年三井銀行本店営業部に入社し、小樽支店、足利支店、三池支店などで勤務した後、1902年退社し、三井物産との取引事業を満洲に興す。1913年三井系の後援を得て、藤山常一と共に、1915年電気化学工業（現・デンカ）を創業、常務取締役などを務めた。
電気化学工業の傘下企業である、大淀川水力電気の常務取締役なども務めた。

## 編著
- 県満天雄『狂恋の女』1922年。

## 親族
- 二男 県満天雄（1906年-1922年、詩人）[5]